# Beryl
Beryl er et mineral med den kemiske formel Be3Al2(SiO3)6. De heksagonale krystaller af beryl kan være meget små og op til ni meter lange. Ren beryl er farveløs, så små mængder af metal kan farve det grønt, blåt, rødt, hvidt eller gult i mange nuancer.
De mest kendte varieteter er de grønne smaragder, der har små mængder af krom i krystalgitteret og de blå akvamariner, der har små mængder af jern.
Beryl er en vigtig berylliummalm.

## Forekomster
Beryl i forskellige farver findes mest udbredt i granitisk pegmatit, men ses også i glimmerskifer i Uralbjergene og i kalk i Colombia. Beryl ses ofte sammen med tin- og wolfram-holdig malm. I Europa findes beryl i Norge, Østrig, Tyskland, Sverige (især morganit), Irland og Rusland. Også Brasilien, Colombia, Madagaskar, Mozambique, Sydafrika, USA og Zambia har berylforekomster.
Pegmatitten i New England har frembragt nogle af de største beryler, der er fundet, herunder en massiv krystal fra Bumpus Quarry i Maine, der målte 5,5 meter gange 1,2 meter og vejede omkring 18 tons. I 1999 var verdens største kendte krystal en berylkrystal fra Malakialina, Madagaskar, 18 meter lang og 3,5 meter i diameter, med en vægt på 380 tons.
Beryl er New Hampshires state mineral (delstatsmineral).